# LessFS
LessFS est un système de fichier en espace utilisateur (via FUSE) pour Linux utilisant la déduplication en ligne. 
Il supporte les compressions LZO ou QuickLZ et le chiffrement.
Le projet a été déposé initialement en version 0.1.15 sur SourceForge le 23 mars 2009 sous licence GPL.
La version 1.6.0 introduit la compression Snappy de Google, puis la compression LZ4.